# チャーリー・バーン

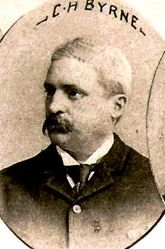
チャーリー・バーン

チャーリー・バーン（Charles H. Byrne、1843年9月 - 1898年1月4日）は、メジャーリーグベースボールの球団オーナー。アメリカ合衆国・ニューヨーク生まれ。現ロサンゼルス・ドジャーズの創設者の一人で、初代球団代表をつとめた人物。

## 経歴・人物
バーンは当時ニューヨークの不動産業者だったが、1883年に入ってブルックリン地区にプロ球団を設立するため、ニューヨークヘラルド誌の編集者だったジョン・J・テイラーとジョセフ・ドイル（バーンの義弟にあたる）、ロードアイランドのカジノの経営者だったファーディナンド・エイベルらと投資グループを組み、ブルックリンを本拠地とするプロ野球の球団の設立と、新球場「ワシントン・パーク」の建設をすすめた。創設されたチームは1883年にマイナーのインターステート・アソシエーションで優勝し、多くの観客を集めたという。
同年11月にチームはアメリカン・アソシエーションへの加盟が認められ、1884年からリーグに参加する。バーン自身も1885年から3年間監督としてチームを指揮した。チームはその後1889年にアメリカン・アソシエーションでリーグ優勝し、翌1890年には鞍替えしたナショナルリーグでもリーグ優勝を飾った。1890年のリーグ優勝は、この年選手組合が設立したプレイヤーズ・リーグに大量のナ・リーグの選手が参加し他チームの戦力や人気が大きく衰える中で、エイベルらが所属する選手達を給与面で優遇し、流出しないようにしたためだという。
バーンは1898年までブルックリンの球団オーナーをしていたが、同年在職のまま死去したため、チャーリー・エベッツが新たなオーナーとなった。

## 監督としての戦績
※順位は年度最終順位
| 年度   | チーム | リーグ | 試合 | 勝利 | 敗戦 | 勝率 | 順位 | 備考      |
| ------ | ------ | ------ | ---- | ---- | ---- | ---- | ---- | --------- |
| 1885年 | BRO    | AA     | 75   | 38   | 37   | .507 | 5位  | 6月15日～ |
| 1886年 | BRO    | AA     | 141  | 76   | 61   | .555 | 3位  |           |
| 1887年 | BRO    | AA     | 138  | 60   | 74   | .448 | 6位  |           |
| 通算   | 通算   | 通算   | 354  | 174  | 172  | .503 |      |           |